# Lista de membros da Royal Society eleitos em 1995
Esta é uma lista de Membros da Royal Society eleitos em 1995.

## Fellows
1. Roger Tayler (1929–1997)[2]
2. Gertrude Elion (1918–1999)[3]
3. Frank Matthews Leslie (1935–2000)[4]
4. Ugo Fano (1912–2001)[5]
5. Jeffrey Harborne (1928–2002)
6. Sir Józef Rotblat (1908–2005)[6]
7. Salome Gluecksohn-Waelsch (died 2007)
8. John Archibald Wheeler (died 2008)
9. Graham Dixon-Lewis (died 2010)[7]
10. Peter Sneath (1923–2011)[8]
11. Rita Levi-Montalcini (1909–2012)[9]
12. Iain Donald Campbell (1941 – 2014)
13. Martin Arthur Bennett
14. Johnson Cann
15. Keith Chater
16. Francis Edward Corrigan
17. Edward Brian Davies
18. Richard Salisbury Ellis
19. Graham Farquhar
20. Dame Julia Higgins[10]
21. Jonathan Charles Howard[11]
22. Antony Jameson
23. Jack Henri Kaplan[12]
24. Gurdev Khush
25. Anthony Ledwith
26. Robin Marshall[13][14]
27. Christopher John Marshall
28. Paul James Mason
29. David Andrew Barclay Miller[15]
30. Richard Alan North[16]
31. Timothy John Pedley
32. Geoffrey James Pert[17]
33. Sir Keith Peters[18]
34. Jeremy David Pickett-Heaps[19]
35. Calvin Quate
36. Richard Roberts
37. Jeremy Sanders
38. Robert Malcolm Simmons[20]
39. Ian William Murison Smith[21][22]
40. Laszlo Solymar[23]
41. Richard Taylor
42. Shirley Marie Tilghman
43. Sir John Ernest Walker
44. Stephen Craig West
45. Colin Windsor
46. Andrew Wyllie